# Hexagon Records
HEXAGON is een zelfstandige platenmaatschappij opgericht door Don Diablo. Het label richt zich voornamelijk op elektronische muziek in de categorieën house en future house. Tussen 2015 en 2019 werd de muziek door Spinnin' Records gedistribueerd.

## Geschiedenis
In samenwerking met Spinnin' Records lanceert Don Diablo in maart 2015 'HEXAGON'. De eerste release, een bewerking van Alex Adairs Make Me Feel Better door Don Diablo en CID, bereikt snel de koppositie in de verkooplijsten van muziekplatform Beatport en weet deze twee weken vast te houden.
Naast nummers van Don Diablo zelf publiceert het label vanaf de zomer van 2015 singles door getalenteerde, onbekende muziekproducenten. In januari 2016 komt het label met de eerste compilatie: Generation HEX 001, een formule die in de volgende jaren tot totaal elf uitingen komt. De serie wordt in oktober 2019 vervangen door een sub-label met dezelfde naam.
HEXAGON lanceert in de eerste maanden van 2020 ook nog vijf andere sub-labels, waaronder enkele met gecontracteerde artiesten als boegbeeld.

## Sub-labels
- Generation HEX
- FUTURE
- Bring The Kingdom (met King Arthur)
- Time Machine (met RetroVision)
- Prophecy Recordings (met Dropgun)
- Something Good (met JLV)

## Artiesten
Artiesten die nummers op het label hebben uitgebracht zijn onder andere: Tom & Jame, Steff da Campo, Jonas Aden, Sam Feldt, Zonderling, Bougenvilla, Mike Mago, Dragonette en Sumera Espinel Martinez.

## Diversen
- Op 20 oktober 2016 houdt HEXAGON samen met de Spotify-playlist ElectroNOW een evenement tijdens het jaarlijkse Amsterdam Dance Event.[4]
- Op 26 juli 2019 heeft HEXAGON een eigen podium op het dancefestival Tomorrowland.[5]
- Op 19 oktober 2019 houdt HEXAGON wederom een evenement tijdens het Amsterdam Dance Event.[6]